# 2020-as oroszországi alkotmánymódosító népszavazás
A 2020-as oroszországi alkotmánymódosító népszavazás 2020. június 25. és július 1. között zajlott. A népszavazás során az Oroszországi Föderáció szavazópolgárai arról döntöttek, hogy elfogadják-e Vlagyimir Putyin elnök 2020. január 15-i javaslatát az ország alkotmányának módosításáról.
A 206 módosításról egy csomagban szavaztak. Ezeket az orosz parlament már márciusban jóváhagyta. Közülük a legfontosabbak azok, amelyek előírják, hogy az elnöki tisztséget egy ember legfeljebb két ciklusban töltheti be (ellentétben a most érvényben levő rendelkezéssel, amely ezt két egymást követő mandátumra korlátozza), valamint a hatályba lépéskor hivatalban lévő elnök esetében „lenullázzák” eddig letöltött mandátumait, azaz Putyin még kétszer jelöltetheti magát.
A szavazáson 74 114 217 szavazatot adtak le az orosz választópolgárok (a részvételi arány így 62,16% volt); ezek közül 604 951 érvénytelennek bizonyult. Az érvényes „igen” szavazatok száma 57 747 288 volt; ez a szavazójogosult polgárok számának 77,92 százaléka. A szavazás így eredményes volt, és a választópolgárok az alkotmánymódosítási csomagot elfogadták.

## Alkotmányos háttér
Az Oroszországi Föderáció alkotmánya 1993. december 12-én lépett életbe. Az alaptörvény kilenc fejezetből áll; ezek közül az első az ország alapvető értékeit taglalja, a második a polgári jogokat sorolja föl, a kilencedik pedig az alkotmány módosítását szabályozza. Ezeket a fejezeteket a törvényhozás nem módosíthatja. Megváltoztatásuk csak egy külön erre összehívott alkotmányozó nemzetgyűlés kétharmados szavazatával, vagy pedig népszavazás útján lehetséges. Az utóbbi esetben a módosítás csak akkor lép életbe, ha a népszavazáson a választópolgárok legalább fele részt vett, és a részt vett választópolgárok legalább fele jóváhagyólag szavazott. Az alkotmány fennmaradó hat fejezetét egyszerűbb módosítani: ehhez a Szövetségi Gyűlés mindkét házának, valamint a föderációs alanyok törvényhozásai kétharmadának támogatása szükséges.
A 2020-as népszavazás tárgyát képező alkotmánymódosítás az utóbbi kategóriába tartozik. Elfogadásához pusztán az illetékes törvényhozó testületek jóváhagyására volt szükség. A népszavazást – Putyin javaslatára – pusztán azért írták ki, hogy a nép is bizalmat szavazhasson az újjáalakított alkotmánynak.

## Az alkotmánymódosítás kezdeményezése

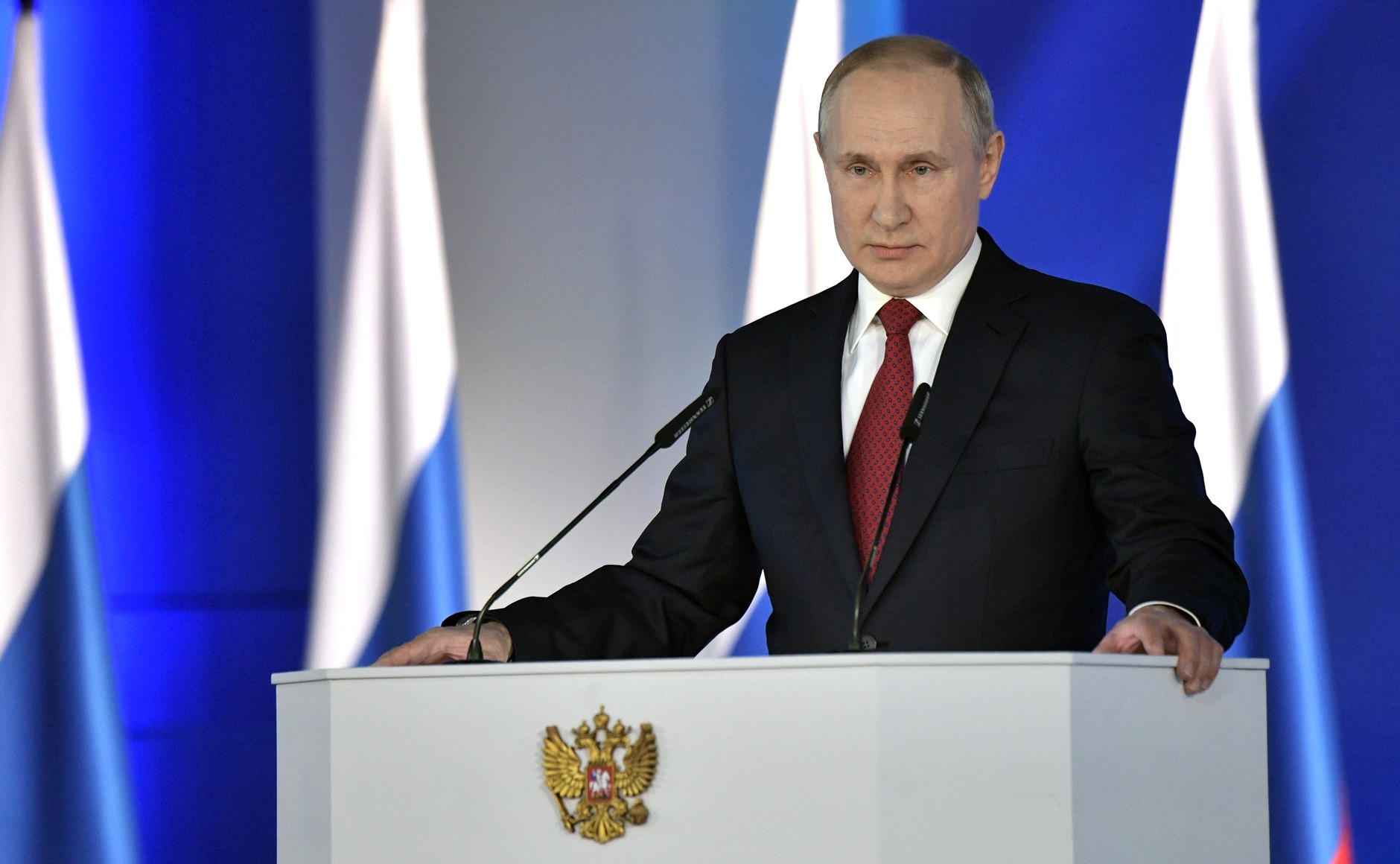
Putyin beszédet mond a Szövetségi Gyűlés előtt

Putyin elnök 2020. január 15-én beszédet mondott a Szövetségi Gyűlés tagjai előtt. Ebben javaslatot tett az alkotmány átfogó módosítására. A javasolt módosítások a kormányfő kinevezésének jogát az elnöktől a parlament alsóházának jogkörébe helyezték át, az elnök egyes további jogait pedig a megnövelt befolyású Államtanácshoz rendelték. Az egyik alkotmánymódosítási javaslat kimondta: amennyiben az alkotmány és a nemzetközi jog ellentmond egymásnak, az Oroszországi Föderáció alkotmányának van prioritása. Feltűnést keltett az a javaslat, amely szerint az elnöki tisztséget maximum két (hatéves) ciklusban lehet betölteni, mivel Putyin ezen a ponton már negyedik alkalommal volt elnök, és így a javaslat értelmében mandátumának 2024-es lejárta után többször már nem lehetett volna újraválasztani.
Január 20-án Putyin formálisan is beterjesztette írásos alkotmánymódosítási javaslatát, amelynek tárgyalását a Duma másnap meg is kezdte.